# Gasthuiskapel (Gouda)

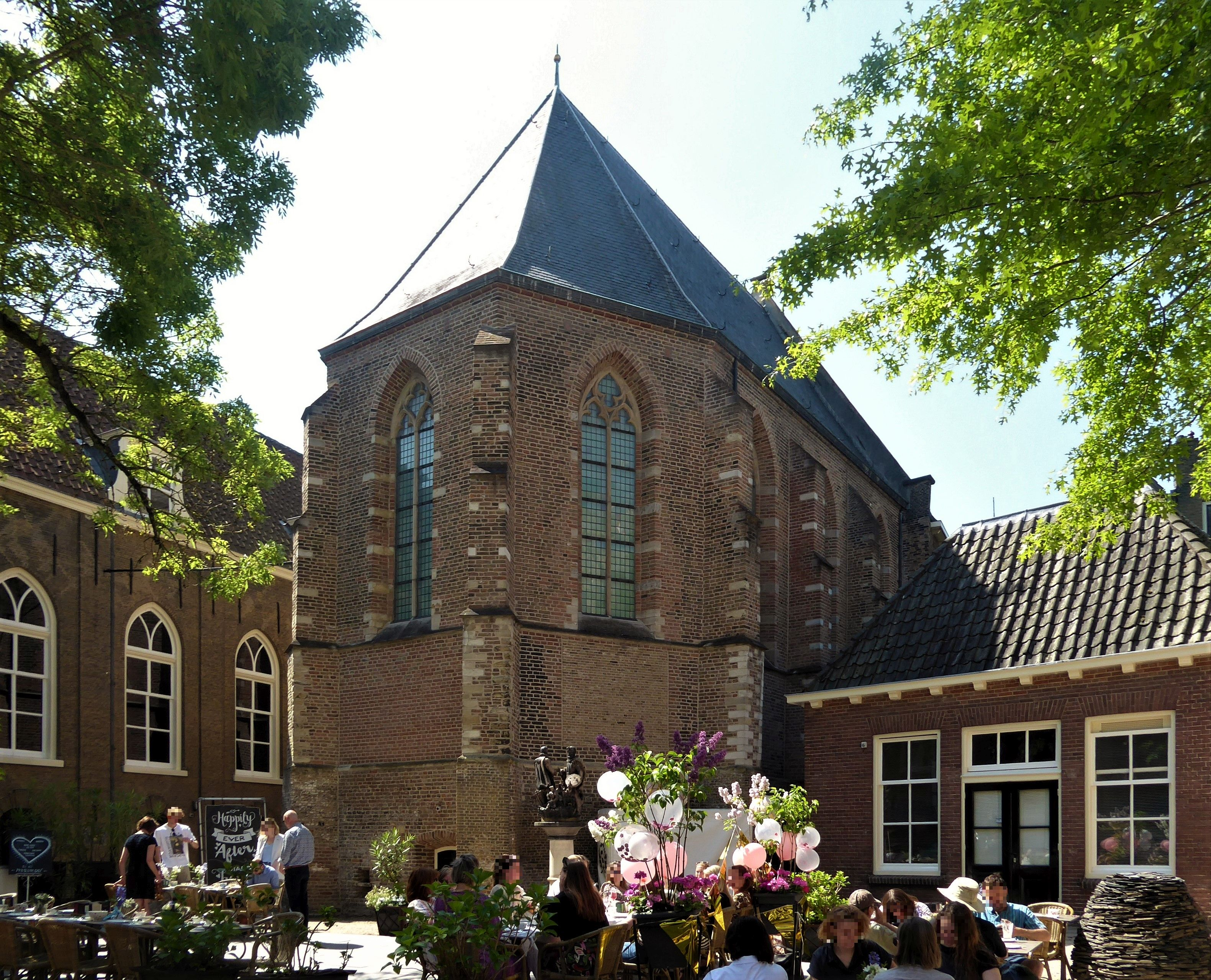
Die Gasthuiskapel in Gouda, spätgotischer Chor

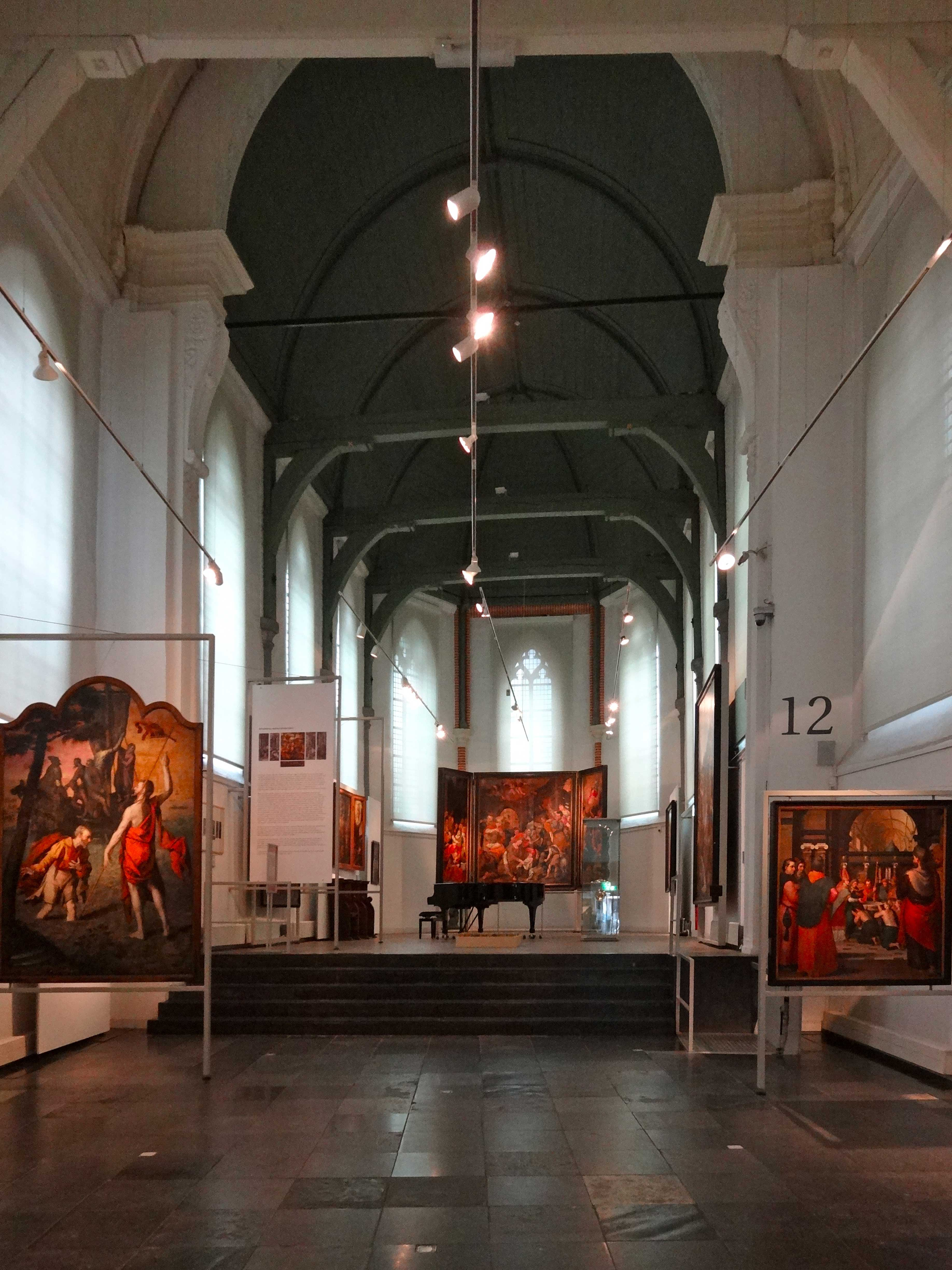
Inneres, Blick Richtung Chor

Die Gasthuiskapel (deutsch: Hospitalskapelle) ist eine profanierte Kapelle in Gouda (Provinz Südholland) in den Niederlanden. Das Bauwerk ist als Rijksmonument eingestuft und dient als Teil des Museum Gouda.

## Geschichte

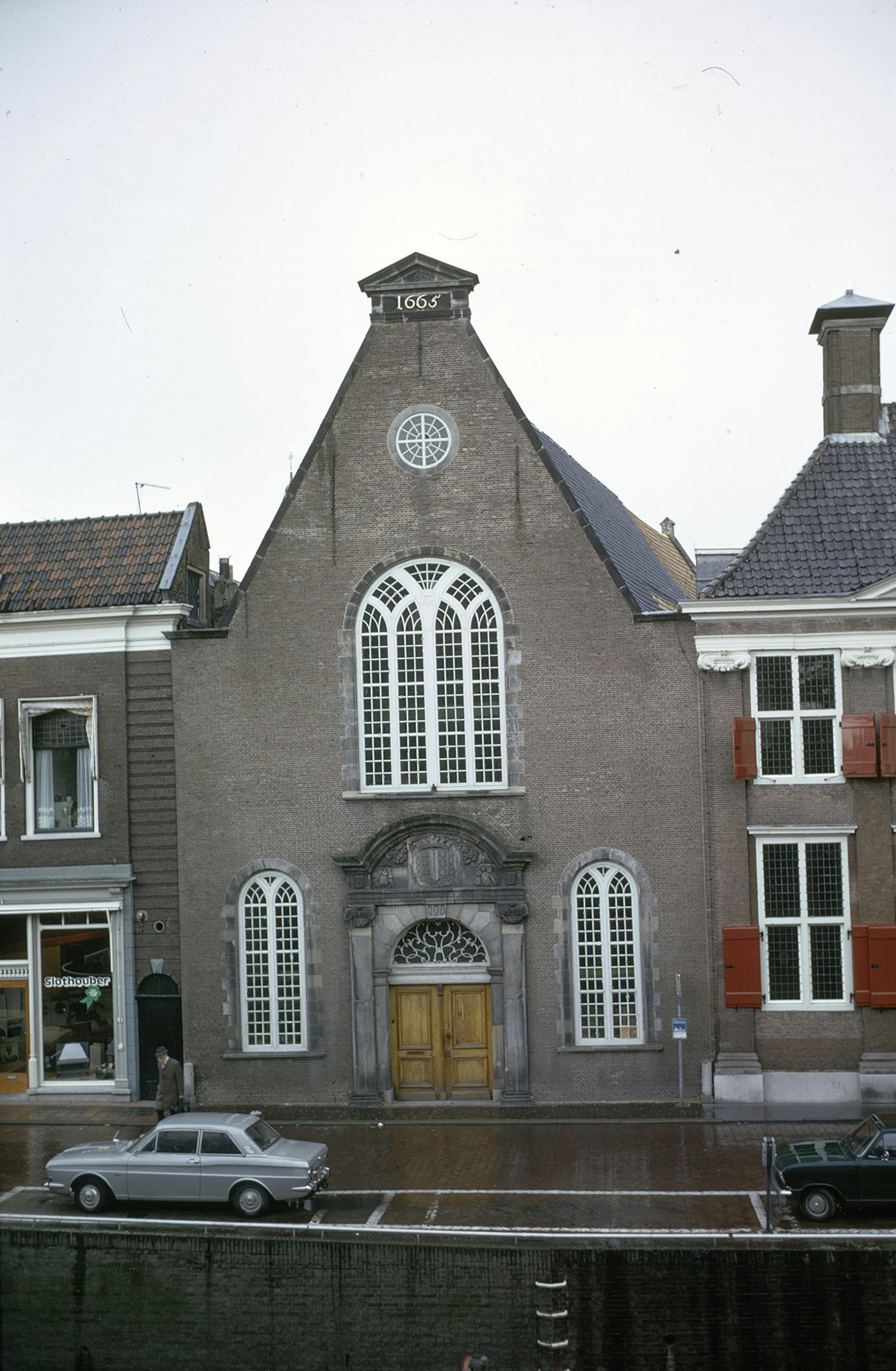
Westfassade

Die Kapelle entstand ursprünglich als Gotteshaus des St. Katharinenhospitals, das im 14. Jahrhundert gegründet worden war. Der einschiffige Kapellenbau wurde  im Jahr 1474 errichtet und wird von einem hölzernen Tonnengewölbe mit Zugbalken überdeckt. Unterhalb des dreiseitig geschlossenen spätgotischen Chorraums befinden sich Zellen, die für die Unterbringung Geisteskranker gedient hatten. Ende des 15. Jahrhunderts wurde die Kapelle nach Westen vergrößert, wodurch es zu einem Achsknick in der Längsachsen von Langhaus und Chor gekommen ist.
Zwischen 1624 und 1817 diente die Kapelle als Kirche der wallonischen reformierten Kirchengemeinde. 1665 erhielt die Anlage eine neue klassizistische Fassade mit einem Sandsteinportal mit ionischen Pilastern. Ab 1817 wurde die Kapelle zunächst durch die römisch-katholische Kirche genutzt. Nachdem diese 1879 ein eigenes Gotteshaus errichten konnte, diente die Kapelle zunächst als Lagerraum für eine ortsansässige Brauerei, seit 1891 für Stadtarchiv und Bibliothek. Nach einer Restaurierung in den Jahren 1979 und 1980 wurde die Kapelle wieder in ihren ursprünglichen Zustand versetzt. Seitdem dient die Kapelle als Ausstellungsraum des städtischen Museums.